# 22. српска дивизија НОВЈ
Двадесет друга српска дивизија НОВЈ формирана је 22. маја 1944. године. При оснивању у њен састав су ушле Осма, Десета и Дванаеста српска бригада НОВЈ. Првобитно је носила назив Друга српска дивизија. Командант дивизије био је Живојин Николић Брка, а политички комесар Василије Смајевић.
У њеном саставу била је привремено и Прва власотиначка бригада (12. септембар–14. октобар 1944). Касније је унутар дивизије формирана и Артиљеријска бригада (17. март 1945). Дивизија је на дан формирања имала 2000, децембра 1944. 5925, а марта 1945. 7810 бораца. Назив ударна добила је 17. јануара 1945. године.
До 6. септембра била је под командом Главног штаба НОВ и ПО Србије, потом у саставу Тринаестог српског корпуса, а од 7. децембра до краја рата поновно под командом ГШ Србије, изузев период од 7. до 16. априла кад је била под командом Прве армије ЈА.

## Борбени пут дивизије
Значајније борбе дивизија је водила од 23. до 28. маја 1944. у садејству са 21. српском дивизијом у Горњој Јабланици, када су разбиле Јабланички, Јужноморавски и Вардарски корпус ЈВуО.
Ноћу 14/15. јуна са 13. бригадом, 24. дивизијом и бугарским партизанским батаљоном „Георги Димитров“ извршиле напад на Лесковац који су браниле бугарске јединице јачине до пука, батаљон Немаца и делови Српског добровољачког корпуса. Дивизија је заузела железничку станицу, порушила минирањем електричну централу и у зору се повукла.
Од 9. до 11. јула, дивизија је очистила Бабичку гору и Заплање од четника, затим извршила диверзије на железничкој прузи Лесковац–Врање, ушла 8. септембра у Врање и Бујановац, а 11. септембра у Пирот, Бабушницу, Цариброд и Босиљград. Дана 30. септембра заузела је Власотинце, у саставу 13. корпуса учествовала у Нишкој операцији, а 14. октобра дејствујући са Селичевице протерала делове 7. СС дивизије „Принц Еуген“ са Бубња и Турског шанца и прва продрла у јужни део Ниша око 13 часова и до 16 часова водила борбе за ослобођење града.
У Косовској операцији, њена Осма бригада са деловима бугарске Четврте дивизије ослободила је Вучитрн 20. новембра, а 12. бригада са деловима бугарске Тенковске бригаде Косовску Митровицу 22. новембра. После тога је ослободила Рашку и Нови Пазар 29. и 30. новембра.
Фебруара 1945, дивизија је била на десној обали Дрине код Ковиљаче до Цулина за време борби јединица Друге армије на левој обали Дрине, азатим у саставу Прве армије где је на одсеку Батровци–Свети Лука учествовала у пробоју Сремског фронта и 11. априла форсирала реку Босут, а сутрадан ослободила Липовац, прешла реку Спачву и заузела Апшевце.